# 孝仁皇后
孝仁皇后（2世纪？—189年7月7日），董氏，名不詳。中國東漢時期皇族女性。出身河間郡。夫解犢亭侯劉萇，生子漢靈帝劉宏。

连环画《三国演义》（1957年版）中的孝仁皇后画像

## 生平
董氏為解犢亭侯劉萇夫人，永壽二年（156年）生子劉宏。劉萇死後劉宏襲爵為解犢亭侯。永康元年（167年）漢桓帝無子駕崩，皇后竇妙與大臣竇武議立董氏所生的解犢亭侯劉宏為皇帝。建寧元年（168年），劉宏即位，是為漢靈帝。劉宏晉竇妙為皇太后；追尊已故的父親劉萇为孝仁皇，其墓改稱慎陵，稱生母董氏為慎園貴人。
窦妙父大將軍窦武在與宦官鬥爭中失敗被殺，窦妙也被迁于南宫云台。次年，漢靈帝遣中常侍迎慎園貴人董氏入宮，並召慎園貴人兄董寵於京師。董氏入宮後受尊孝仁皇后，居南宮嘉德殿，稱永樂宮，因而在史書中又稱董氏為永樂太后。董寵官拜执金吾。後來董寵矯稱永樂太后屬請，下獄處死。
汉灵帝在尊奉生母的同时，依旧尊实际被软禁的窦妙为皇太后。四年（171年）十月朔，汉灵帝念窦太后当初拥立自己，率群臣朝于南宫，亲自为窦太后上寿。黄门令董萌趁机多次在灵帝面前陈说窦太后无辜，灵帝也被说动，时时看望窦太后，供奉也有所增加。中常侍曹节、王甫因此记恨，诬陷董萌诽谤董后，董萌被下狱处死。
窦太后逝世後，董后開始干預朝政，命漢靈帝賣官求貨，自納金钱，盈滿堂室。中平五年（188年），董后兄子近尉脩侯董重為驃騎將軍，領兵千餘人。皇子劉協生母王美人被劉辯生母何皇后毒殺後，由董后撫養。當時靈帝認為劉辯輕佻而且欠缺皇帝應有的威儀，已有廢長立幼的打算，但因何皇后得寵而且何進權重，一直議而未決；董后亦屢勸靈帝立劉協為皇太子，因此招致儿媳何皇后的忌恨。
中平六年（189年）靈帝駕崩，皇太子劉辯即位，何皇后晉皇太后並臨朝。何太后派其兄大將軍何進舉兵圍董重府，赐董重免官自殺，并準備將董后趕回河間。7月7日，董后憂怖暴崩，世傳為何太后所殺。董氏在位二十二年。喪還河間，8月15日，合葬河間慎陵。
后来专权的军阀董卓自称和董后同族；裴松之注《三国志·先主传》称车骑将军董承为董后之侄。董卓废黜少帝改立献帝时，将何太后弑婆婆作为何太后、少帝母子的罪行之一，将何太后迁于永安宫，后又杀死何太后，且以何太后被废为由没有举办丧事，仅让公卿穿白衣会葬，最后也仅以皇后礼而非太后礼将其与灵帝合葬。

## 家庭

### 兄長
- 董宠，官至执金吾。后因犯假称董氏请托之罪，下狱处死。

### 丈夫
- 解渎亭侯刘苌，汉章帝刘炟曾孙，河间孝王刘开之孙，解渎亭侯刘淑之子。

### 子孙
- 儿子：汉灵帝刘宏
- 孙子：汉少帝刘辩、汉献帝刘协

### 侄子
- 董重，董宠之子，官至骠骑将军，封条侯，后免官自杀。
- 董承，董太后之侄，董贵人之父，后被曹操诛杀。

### 外甥
- 张忠，董太后姐姐之子，南阳太守。

## 评价
- 何进：“孝仁皇后使故中常侍夏恽、永乐太仆封谞等交通州郡，辜较在所珍宝货赂，悉入西省。”
- 范晔《后汉书》：“始与朝政，使帝卖官求货，自纳金钱，盈满堂室。”

## 影视形象
- 香港麗的電視台電視劇《三國春秋》（1976年）：黄曼梨
- 中國中央電視台電視劇《三國演義》（1994年）：吕中
- 电视剧《曹操》（2014年）：李颖
- 電視劇《三國機密之潜龙在渊》（2018）：娜仁花

## 延伸阅读
[在维基数据编辑]
 《後漢書·卷10下》，出自范晔《後漢書》
 在维基共享资源阅览影像